# Margarita Simonian
Pour les articles homonymes, voir Simonian.
Margarita Simonovna Simonian ou Simonyan (en russe : Маргари́та Симо́новна Симонья́н), née le 6 avril 1980, est une journaliste et propagandiste russe. Elle est rédactrice en chef du réseau d'actualités RT (Russia Today), et de l'agence gouvernementale d'informations Rossia Segodnia.
Elle est une des figures de la désinformation et de la propagande officielle du régime russe, plus particulièrement depuis l'invasion de l'Ukraine par la Russie.

## Biographie
Elle est née le 6 avril 1980 dans la ville russe de Krasnodar, au sein d'une famille d'origine arménienne. Ses parents, propriétaires d'un restaurant dans la banlieue de Sotchi, sont des descendants de réfugiés arméniens de l'Empire ottoman.
La famille de son père, originaire de Trébizonde, s'est installée en Crimée pendant le génocide arménien de 1915. Au cours de la Seconde Guerre mondiale, cette famille a été déportée en Oural avec des milliers d'autres Arméniens de Hemşin. Son père est né à Iekaterinbourg. Sa mère est née à Sotchi dans une famille également d'origine arménienne qui a fui les massacres d'Arméniens à la fin du XIXe siècle.
Simonian décide très tôt de devenir journaliste. Elle travaille d'abord pour le journal local, et ensuite pour une station de télévision locale, avec des études de journalisme à l'université d'État du Kouban.
En 1996, elle séjourne un an à Bristol, dans le New Hampshire (États-Unis), bénéficiant d'un programme d'échange étudiant. Elle y apprend l'anglais.
Elle couvre comme journaliste la seconde guerre de Tchétchénie et de graves inondations en Russie du sud pour sa station de télévision locale, recevant un prix pour son « courage professionnel ». En 2002, elle devient correspondant régional pour la chaîne de télévision nationale Rossiya 1 et suit en 2004 la prise d'otages dans l'école de Beslan. Elle est l'un des premiers journalistes témoin de la mort de ces 334 civils, dont 186 enfants.
Elle déménage ensuite à Moscou et rejoint le pool de reporters russes du Kremlin. Elle devient vice-présidente de l'association nationale de broadcasters de la télévision et de la radio russe et membre de la Chambre civique de la fédération de Russie. Elle est proche d'Alexeï Gromov, le premier directeur adjoint, qui s'occupe des médias et transmet les éléments de langage aux médias d’État.

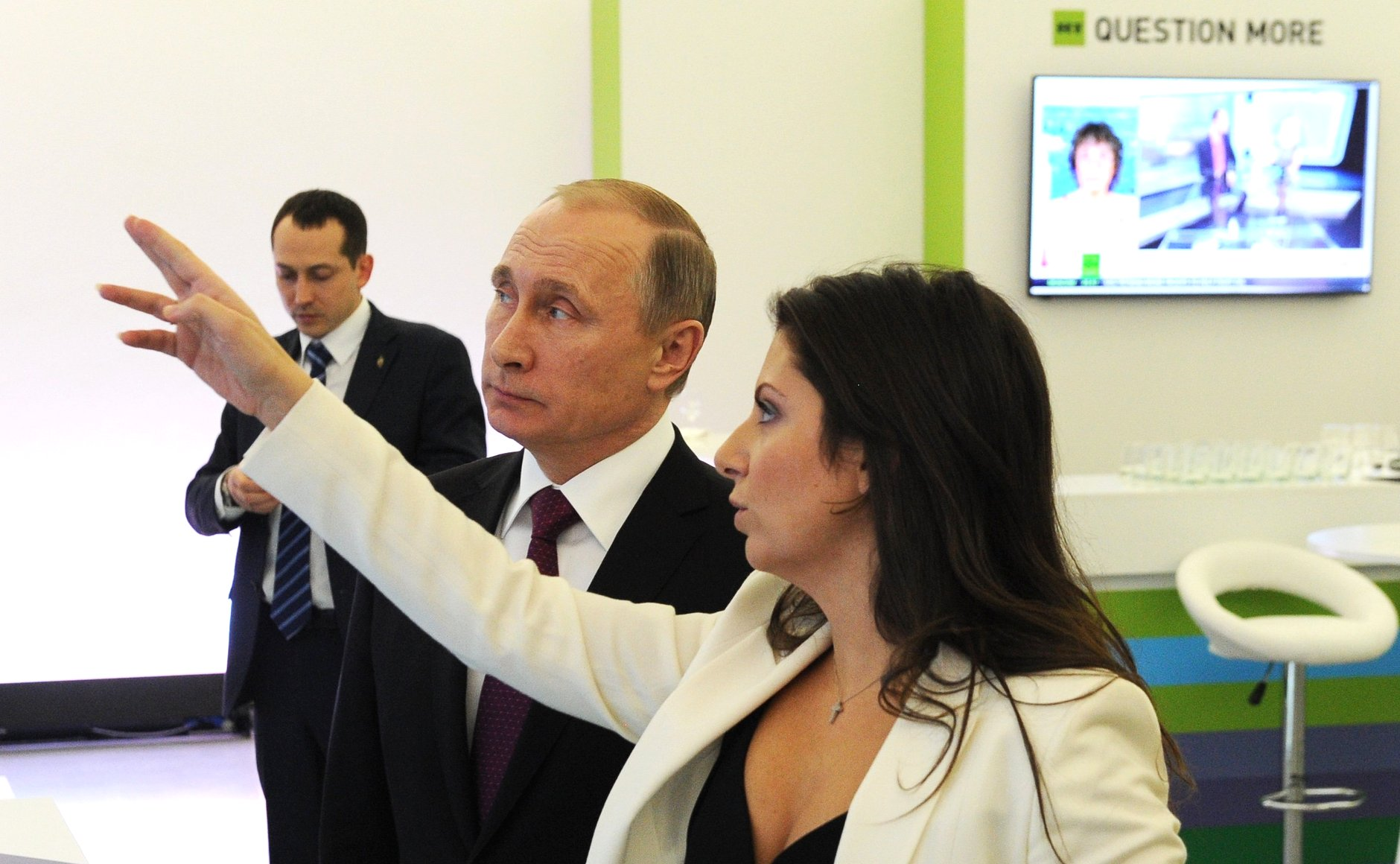
Avec Vladimir Poutine dans les studios de Russia Today.

Elle a 25 ans lorsqu'elle est nommée rédactrice en chef de RT en 2005,. Certaines sources américaines la décrivent comme une proche de Vladimir Poutine,,. Elle explique avoir bénéficié d'un renouvellement générationnel souhaité par les nouveaux médias parmi les journalistes.
RT a commencé à diffuser le 10 décembre 2005 avec un effectif de 300 journalistes, dont environ 70 à l'extérieur de la Russie. Lors de son lancement, elle déclare que le projet de RT est d'être un format « professionnel » comme la BBC, CNN et Euronews, qui serait « le reflet de l'opinion de la Russie sur la situation internationale » et de présenter une « image plus équilibrée » de la Russie. Elle a également dit à un journaliste que le gouvernement n'en dicterait pas le contenu et que la « censure par le gouvernement dans ce pays est interdite par la constitution ».
La station est critiquée à plusieurs reprises pour sa partialité. Elle est citée comme affirmant : « Il n'y a pas d'objectivité — que des approximations de la vérité par des voix diverses. »
Le 31 décembre 2013, elle est nommée rédactrice en chef de l'agence gouvernementale Rossia Segodnia et intervient en tant que rédactrice en chef des deux organisations en même temps.

## Controverses
Elle a été mise en cause dans un rapport du renseignement américain, et citée à plusieurs reprises à propos de prétendues interactions russes pour peser sur l’élection présidentielle américaine de 2016.
Le 10 mars 2020, la Fondation anticorruption, proche de l'opposant Alexeï Navalny, diffuse une vidéo accusant Simonian et son mari d'être directement impliqués dans le détournement de fonds publics (750 millions de roubles au total), le blanchiment d'argent et la corruption en association avec la production de l'émission de télévision Mejdounarodnaïa Pilorama. Le 2 avril 2020, la Fondation explique comment Simonian a tenté de simuler un semblant de popularité pour les vidéos de RT avec des commentaires achetés en masse.
Services de renseignements, médias occidentaux et journalistes russes, ONG et chercheurs considèrent Simonian comme une propagandiste active dans la diffusion de désinformation,,,,,,.
Le Service de sécurité ukrainien (SBU) a annoncé le 1er avril 2024 que Margarita Simonyan avait été accusée par contumace d'avoir encouragé le génocide et d'autres crimes contre l'Ukraine. L'accussation  cite des appels publics au massacre d'enfants ukrainiens en décembre 2023, ainsi que des appels répétés à la poursuite des attaques de missiles et de bombes contre les infrastructures civiles ukrainiennes. La propagandiste diffuse les récits du Kremlin sur les chaînes de télévision russes et via des publications « d'auteur» sur sa chaîne Telegram. Le SBU souligne également la participation de l'accusée à une émission télévisée d'un autre propagandiste russe, Vladimir Soloviev.. « Sur la base des preuves recueillies, les enquêteurs du SBU ont notifié à Simonyan un nouvel avis de suspicion en vertu de quatre articles du Code pénal ukrainien : partie 2 de l'article 442 (génocide) ; partie 2 de l'article 110 (atteinte à l'intégrité territoriale et à l'inviolabilité de l'Ukraine) ; article 436 (propagande de guerre) ; partie 3 de l'article 436-2 (justification, reconnaissance de la légalité, négation de l'agression armée de la Fédération de Russie contre l'Ukraine, glorification de ses participants) », a déclaré le SBU.
En septembre 2024, son nom apparait dans la liste des personnes sanctionnées par les États-Unis pour avoir interféré prétendument avec l'élection présidentielle américaine de 2024.

## Prises de position
Selon Reporters sans frontières, elle a fait « l'apologie de la répression en Biélorussie » en félicitant  publiquement Alexandre Loukachenko après le détournement d’un avion et l’arrestation du journaliste Roman Protassevitch.
Lors du conflit frontalier entre l'Arménie et l'Azerbaïdjan en 2021, Simonian accuse les autorités arméniennes de provoquer la Russie, en arrêtant l'ancien président Robert Kotcharian et en refusant de reconnaître l'annexion de la Crimée. Ces paroles sont largement critiquées dans une partie de la société arménienne,.

### Guerre russo-ukrainienne
Lors du forum « Donbass russe » (en russe : форум «Русский Донбасс») dans l'est de l'Ukraine occupée par la Russie durant la guerre du Donbass, Simonian souhaite que la Russie annexe la région du Donbass, appelant le 28 janvier 2021 : « Mère Russie, ramenez le Donbass à la maison ! »,,.
Lors de l'invasion de l'Ukraine par la Russie en 2022, Simonian défend la nécessité de la censure des médias et fait de nombreuses déclarations non vérifiées qui participent à la désinformation et à la propagande de guerre. Elle affirme que la résistance des Ukrainiens face à l'invasion est une folie collective et déclare que « ce n'est pas un accident si on les appelle des nazis »,.
L'Union européenne ajoute Simonian à la liste des personnalités russes sanctionnées dès fin février 2022, lorsque la Russie a reconnu l'indépendance des républiques populaires de Donetsk et de Lougansk, puis lorsqu'elle a envahi l'Ukraine. Le Canada, l'Australie et le Royaume-Uni font de même,,,,. D'autres journalistes russes sont frappés des mêmes sanctions au même moment, comme Vladimir Soloviev et Piotr Olegovitch Tolstoï, ainsi que la porte-parole du ministère russe des Affaires étrangères, Maria Zakharova.
Le 15 juillet 2023, le FSB affirme avoir empêché l'assassinat de Margarita Simonian.

## Vie privée
Elle est mariée au journaliste et réalisateur Andreï Blagodyrenko. Elle a donné naissance à leur fille, Mariana, en août 2013. Elle est ensuite liée avec le réalisateur de film Tigran Keosayan, également d'origine russe arménienne, avec lequel elle a deux enfants, un fils, Bagrat, en septembre 2014, et une fille, Maro, en 2019.
Elle parle russe (sa langue maternelle) et anglais, mais pas l'arménien : elle a expliqué que sa famille ne parlait jamais arménien à la maison en raison de différences dialectales entre ses deux parents.

## Distinctions
- Ordre de l'Amitié (2007)[45]
- Médaille Movses Khorenatsi (2010)
- Ordre du Mérite pour la Patrie de 4e classe (2014)[46]